# Blooming Grove (Nowy Jork)
Blooming Grove – miasto w Stanach Zjednoczonych, w stanie Nowy Jork, w hrabstwie Orange.